# Emil von Mallmann
Gerhard Emil Ritter von Mallmann (* 10. Januar 1831 in Boppard; † 20. Februar 1903 in Paris) war ein deutscher Kaufmann und Politiker.

## Leben
Mallmann studierte an den Universitäten Bonn und Heidelberg. 1850 wurde er Mitglied des Corps Hansea Bonn und des Corps Suevia Heidelberg. Nach dem Studium wurde er in Boppard international tätiger Kaufmann. 1855 gründete er in Paris gemeinsam mit seinem Bruder Josef von Mallmann die Firma Mallmann & Cie., die später von seinem Neffen Gustav Mallmann weitergeführt wurde und bis 1897 bestand. 1860 gehörte er zu den Gründern der Aktiengesellschaft der Kaltwasseranstalt Marienberg in Boppard. Zuletzt lebte er als Bankier und Rentner in Paris. Dort war er auch österreichischer Generalkonsul.
Mallmann wurde vor 1866 zunächst österreichischer Staatsbürger und nach dem Deutsch-Französischen Krieg Franzose. Mit der Verleihung des Ordens der Eisernen Krone III. Klasse wurde er 1874 in den erblichen österreichischen Ritterstand erhoben.